# TeleCuraçao
TeleCuraçao is de nationale televisiezender van Curaçao en is gevestigd te Berg Ararat in Willemstad, Curaçao.

## Historie
TeleCuraçao werd in gebruik genomen op 31 juli 1960. Het was de eerste televisiezender van de Nederlandse Antillen en de eerste zender van de Antilliaanse Televisie Maatschappij (ATM). ATM werd begonnen door de Amerikaan Gerald Bartell met steun van de overheid van de Nederlandse Antillen. Later zou ook op Aruba een tweede zender volgen onder de naam TeleAruba. 
Tegenwoordig brengt de zender het laatste nieuws en sportnieuws en heeft het eigen programma's.